# Municipio de Chapantongo
El municipio de Chapantongo es uno de los ochenta y cuatro municipios que conforman el estado de Hidalgo, México. La cabecera municipal es la localidad de Chapantongo y la localidad más poblada es Santa María Amealco.
Chapantongo se localiza al poniente del territorio hidalguense entre los paralelos 20°9′ y 20°21′ de latitud norte; los meridianos 99°20′ y 99°36′ de longitud oeste; con una altitud entre 1900 y 3100 m s. n. m. Este municipio cuenta con una superficie de 278.31 km², y representa el 1.34 % de la superficie del estado; dentro de la región geográfica denominada como Valle del Mezquital.
Colinda al norte con los municipios de Huichapan y Alfajayucan; al este con los municipios de Alfajayucan, Chilcuautla, Tezontepec de Aldama y Tepetitlán; al sur con los municipios de Tepetitlán, Tula de Allende, con el estado de México y con el municipio de Nopala de Villagrán; al oeste con los municipios de Nopala de Villagrán y Huichapan.

## Toponimia
El nombre de Chapantongo proviene de las raíces náhuatl, “Chia” nombre propio muy conocido; “Apatli” caño o zanja; “Tzontli” diminutivo despectivo y “Co” en, que traducido significa “En el riachuelo de la chía”.

## Geografía

### Relieve e hidrográfica
En cuanto a fisiografía se encuentra dentro de la provincia del Eje Neovolcánico; dentro de la subprovincia del Llanuras y Sierras de Querétaro e Hidalgo. Su territorio es lomerío (63.0%), sierra (14.0%) y Escudo volcanes (23.0%). Destaca un gran número de peñas localizadas en la comunidad El Mogote.
En cuanto a su geología corresponde al periodo neógeno (93.0%) y cuaternario (5.21%). Con rocas tipo 
ígnea extrusiva: toba ácida (34.0%), basalto (32.0%), andesita–brecha volcánica intermedia (13.0%), volcanoclástico (8.0%), andesita (5.0%) y brecha volcánica básica (1.0%); Suelo: aluvial (5.21%). En cuanto a edafología el suelo dominante es phaeozem (63.21%), vertisol (20.0%), leptosol (12.0%) y planosol (3.0%).
En lo que respecta a la hidrología se encuentra posicionado en la región hidrológica del Pánuco; en la cuenca del río Moctezuma; dentro de la subcuenca río Alfajayucan (86.0%) y río Tula (14.0%). Las principales fuentes hidrológicas de este municipio son dos manantiales llamados El Tanque y El Tanquillo; la presa El Márquez, tres bordos y dos arroyos.

### Clima
El territorio municipal se encuentran los siguientes climas con su respectivo porcentaje: Templado subhúmedo con lluvias en verano, de menor humedad (74.5%), semiseco templado (21.5%) y templado subhúmedo con lluvias en verano, de humedad media (4.0%).

### Ecología
La flora está compuesta formada principalmente por nopal tunero, garambullo, durazno y una variedad de plantas características del territorio
semidesértico; además cuenta con una pequeña área de bosque donde encontramos árboles como el encino prieto y el oyamel. En las zonas áridas se encuentran cactáceas. En cuanto a fauna que predomina en este territorio, son las víboras de diferentes especies, gato montés, liebre, conejo, coyotes y ratón de campo.

## Demografía

### Población
De acuerdo a los resultados que presentó el Censo Población y Vivienda 2020 del INEGI, el municipio cuenta con un total de 12 967 habitantes, siendo 6277 hombres y 6690 mujeres. Tiene una densidad de 46.6 hab/km², la mitad de la población tiene 32 años o menos, existen 93 hombres por cada 100 mujeres.
El porcentaje de población que habla lengua indígena es de 0.39 %, y el porcentaje de población que se considera afromexicana o afrodescendiente es de 0.99 %. Tiene una Tasa de alfabetización de 99.1 % en la población de 15 a 24 años, de 90.2 % en la población de 25 años y más. El porcentaje de población según nivel de escolaridad, es de 6.2 % sin escolaridad, el 68.1 % con educación básica, el 17.8 % con educación media superior, el 7.9 % con educación superior, y 0.1 % no especificado.
El porcentaje de población afiliada a servicios de salud es de 69.3 %. El 12.9 % se encuentra afiliada al IMSS, el 82.3 % al INSABI, el 3.9 % al ISSSTE, 0.3 % IMSS Bienestar, 0.5 % a las dependencias de salud de PEMEX, Defensa o Marina, 0.2 % a una institución privada, y el 0.3 % a otra institución. El porcentaje de población con alguna discapacidad es de 6.5 %. El porcentaje de población según situación conyugal, el 27.4 % se encuentra casada, el 32.0 % soltera, el 28.6 % en unión libre, el 5.1 % separada, el 0.6 % divorciada, el 6.2 % viuda.
Para 2020, el total de viviendas particulares habitadas es de 3887 viviendas, representa el 0.5 % del total estatal. Con un promedio de ocupantes por vivienda 3.3 personas. Predominan las viviendas con los siguientes materiales: adobe, tabique y madera.. En el municipio para el año 2020, el servicio de energía eléctrica abarca una cobertura del 96.3 %; el servicio de agua entubada un 42.7 %; el servicio de drenaje cubre un 85.2 %; y el servicio sanitario un 88.7 %.

### Localidades

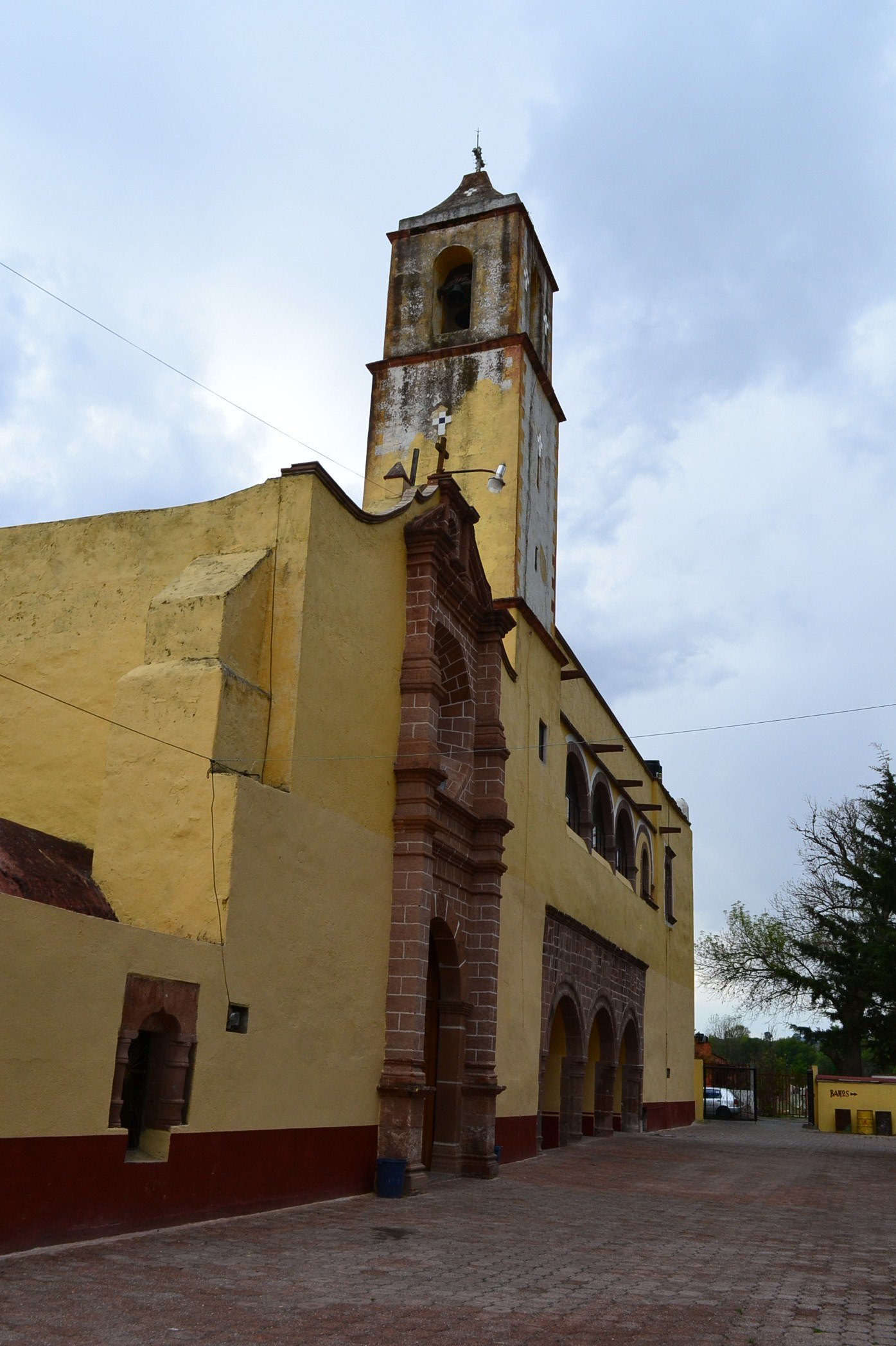
Localidad de Chapantongo.

Para el año 2020, de acuerdo al Catálogo de Localidades, el municipio cuenta con 40 localidades.
| Código INEGI | Localidad                      | Población (2020) | Porcentaje (%) | Ámbito Población | Categoría Población |
| ------------ | ------------------------------ | ---------------- | -------------- | ---------------- | ------------------- |
| 130170003    | Santa María Amealco            | 2113             | 16.30          | Rural            | Comunidad           |
| 130170001    | Chapantongo                    | 2006             | 15.47          | Urbano           | Cabecera municipal  |
| 130170014    | San Bartolo Ozocalpan          | 1672             | 12.89          | Rural            | Comunidad           |
| 130170020    | Tlaunilolpan                   | 1537             | 11.85          | Rural            | Comunidad           |
| 130170015    | San Juan el Sabino             | 829              | 6.39           | Rural            | Comunidad           |
| 130170022    | Zimapantongo                   | 666              | 5.14           | Rural            | Comunidad           |
| 130170025    | El Huizachal (San Isidro)      | 572              | 4.41           | Rural            | Comunidad           |
| 130170040    | Colonia Félix Olvera           | 472              | 3.64           | Rural            | Ranchería           |
| 130170006    | El Capulín                     | 309              | 2.38           | Rural            | Ranchería           |
| 130170049    | Puerto Vallarta                | 302              | 2.33           | Rural            | Ranchería           |
| 130170012    | San José el Marqués (Escandón) | 266              | 2.05           | Rural            | Ranchería           |
| 130170013    | Nueva Santa Lucía              | 258              | 1.99           | Rural            | Ranchería           |
| 130170005    | Bathi                          | 240              | 1.85           | Rural            | Ranchería           |
| 130170021    | Toxthe                         | 199              | 1.53           | Rural            | Ranchería           |
| 130170011    | Juchitlán                      | 189              | 1.46           | Rural            | Ranchería           |
| 130170017    | Taxhue                         | 182              | 1.40           | Rural            | Ranchería           |
| 130170007    | Chapulaco                      | 169              | 1.30           | Rural            | Ranchería           |
| 130170008    | Dexha                          | 149              | 1.15           | Rural            | Ranchería           |
| 130170036    | Rancho Nuevo                   | 148              | 1.14           | Rural            | Ranchería           |
| 130170018    | Tenería                        | 106              | 0.82           | Rural            | Ranchería           |
| 130170042    | El Saucito [Colonia]           | 75               | 0.58           | Rural            | Ranchería           |
| 130170051    | Barrio Remedios                | 73               | 0.56           | Rural            | Ranchería           |
| 130170043    | La Loma                        | 65               | 0.50           | Rural            | Ranchería           |
| 130170032    | El Colorado (Cerro Colorado)   | 61               | 0.47           | Rural            | Ranchería           |
| 130170044    | La Magdalena                   | 57               | 0.44           | Rural            | Ranchería           |
| 130170038    | Santa Lucía (El Cielito)       | 53               | 0.41           | Rural            | Ranchería           |
| 130170041    | Exhacienda el Marqués          | 45               | 0.35           | Rural            | Ranchería           |
| 130170050    | Barrio Guadalupe Altos         | 34               | 0.26           | Rural            | Ranchería           |
| 130170030    | El Camarón                     | 27               | 0.21           | Rural            | Ranchería           |
| 130170048    | La Noria (El Plan)             | 22               | 0.17           | Rural            | Ranchería           |
| 130170037    | Rincón de las Víboras          | 14               | 0.11           | Rural            | Ranchería           |
| 130170055    | San Antonio                    | 13               | 0.10           | Rural            | Ranchería           |
| 130170047    | La Peña                        | 11               | 0.08           | Rural            | Ranchería           |
| 130170053    | Barrio de Guadalupe Alto       | 9                | 0.07           | Rural            | Ranchería           |
| 130170009    | La Estancia                    | 8                | 0.06           | Rural            | Ranchería           |
| 130170054    | Canhuada                       | 5                | 0.04           | Rural            | Ranchería           |
| 130170033    | El Dañe                        | 5                | 0.04           | Rural            | Ranchería           |
| 130170029    | Atargea (El Arco)              | 4                | 0.03           | Rural            | Ranchería           |
| 130170024    | El Sauz                        | 1                | 0.01           | Rural            | Ranchería           |
| 130170027    | San Isidro                     | 1                | 0.01           | Rural            | Ranchería           |

## Política
Se erigió como municipio el 31 de mayo de 1865. El Honorable Ayuntamiento está compuesto por: 1 presidente municipal, 1 síndico, 8 regidores y 23 delegados municipales. De acuerdo al Instituto Nacional electoral (INE) el municipio está integrado 10 secciones electorales, de la 0281 a la 0290. Para la elección de diputados federales a la Cámara de Diputados de México y diputados locales al Congreso de Hidalgo, se encuentra integrado al V Distrito Electoral Federal de Hidalgo y al VI Distrito Electoral Local de Hidalgo. A nivel estatal administrativo pertenece a la Macrorregión III y a la Microrregión XIII, además de a la Región Operativa II Tula.

### Cronología de presidentes municipales
| Periodo                  | Nombre                                | Afiliación política        |
| ------------------------ | ------------------------------------- | -------------------------- |
| 1964-1967                | Margarito Lugo S.                     | -                          |
| 1967-1970                | José Galván González                  | -                          |
| 1970-1973                | Wiliulfo Trejo Tavera                 | -                          |
| 1973-1976                | Ernesto Trejo Pérez                   | -                          |
| 1976-1979                | Pánfilo Benítez Alcántara             | -                          |
| 1979-1982                | Wiliulfo Trejo Vera                   | -                          |
| 1982-1985                | Alfonso Dorantes González             | -                          |
| 1985-1988                | Tomás Guerrero Vizuet                 | -                          |
| 1988-1991                | Agustín Guerrero González             | -                          |
| 1991-1994                | Noé Rivera Piña                       | -                          |
| 16/01/1994 al 15/01/1997 | Pedro Santiago Hernández              | PRI                        |
| 16/01/1997 al 15/01/2000 | Fernando Juventino Barrientos Sánchez | PRI                        |
| 16/01/2000 al 15/01/2003 | Norma Isis Santiago Dorantes          | PRI                        |
| 16/01/2003 al 15/01/2006 | Abel Uribe Romero                     | PRI                        |
| 16/01/2006 al 15/01/2009 | Arturo Santiago Santiago              | PRI                        |
| 16/01/2009 al 15/01/2012 | Ricardo Juan Benítez Martínez         | PVEM                       |
| 16/01/2012 al 04/09/2016 | Eustorgio Serafín Benítez Guerrero    | PRI                        |
| 05/09/2016 al 04/09/2020 | Sotero Santiago Santiago              | PVEM                       |
| 05/09/2020 al 14/12/2020 | Jesús Emanuel Benítez Olvera          | Concejo municipal Interino |
| 15/12/2020 al 04/09/2024 | Carlos Enrique Tavera Guerrero        | Juntos Haremos Historia    |
| 05/09/2024 al 04/09/2027 | Eligio Figueroa Chávez                | PVEM                       |

## Economía
En 2015 el municipio presenta un IDH de 0.679 Medio, por lo que ocupa el lugar 57.º a nivel estatal; y en 2005 presentó un PIB de $405 929 093 pesos mexicanos, y un PIB per cápita de $35 642 (precios corrientes de 2005).
De acuerdo con el Consejo Nacional de Evaluación de la Política de Desarrollo Social (Coneval), el municipio registra un Índice de Marginación Alto; el 50.0% de la población se encuentra en pobreza moderada y 18.7% se encuentra en pobreza extrema. En 2015, el municipio ocupó el lugar 65 de 84 municipios en la escala estatal de rezago social.
A datos de 2015, en materia de agricultura, los principales cultivos sembrados son el maíz, este es sembrado y cosechado en poco más de 3486 ha, el frijol es sembrada en más de 1569 ha, la avena forraje se siembra en más de 867 ha. En ganadería se caracteriza por el bovino, porcino, caprino y ovino. Para 2015 existen en Chapantongo 200 unidades económicas, que generaban empleos para 474 personas. En lo que respecta al comercio, para el año 2015 se cuentan en el municipio diez establecimientos de Diconsa y cuatro tianguis.
De acuerdo con cifras al año 2015 presentadas en los censos económicos por el INEGI, la Población Económicamente Activa (PEA) de 12 años y más del municipio asciende a 4496 de las cuales 4386 se encuentran ocupadas y 110 se encuentran desocupadas. El 27.98% pertenece al sector primario, el 32.10% pertenece al sector secundario, el 39.98% pertenece al sector terciario.